# 星のファンファーレ
「星のファンファーレ」（ほしのファンファーレ）は、「新しい地図 join ミュージック」の楽曲。「ドラクエの日」である2019年5月27日にワーナーミュージック・ジャパンからApple Music、Spotifyをはじめとする音楽ストリーミングや、iTunes Storeなど音楽ダウンロード配信サービスを通じてデジタル配信された。

## 解説
2019年4月7日に生放送した、3人のレギュラー番組『7.2 新しい別の窓』にて、スマートフォン用ゲーム『星のドラゴンクエスト』の応援ソングが制作されていることが発表された。
作詞・作曲は、ドラゴンクエストの大ファンでもあるNakajin(SEKAI NO OWARI)が手がけた。歌詞には、大地、勇気、星、宝物、地図、ストーリ、冒険などのワードが散りばめられたポップソングとなっている。
3人が歌う応援ソングフルバージョンは、「5月27日 ドラゴンクエストの日」のプレ・イベントとして2019年5月25日に幕張メッセで開催した「ドラクエの日 プロデューサー“ギガ”ミーティング」の会場で初披露された。
2019年4月30日放送の『7.2 新しい別の窓』では、曲のタイトルと「ドラクエの日」である5月27日に配信リリースされることが発表された。また、iTunes Storeにて5月1日からダウンロード予約注文がスタートした。
ミュージック・ビデオは、星ドラ全面協力の元で撮影された。3人が披露するポップなダンスと、「ドラゴンクエスト」シリーズでお馴染みのキャラクター達がコラボレーションする豪華絢爛な作品となっている。全編にわたって「ドラゴンクエスト」のキャラクターとアーティストが共演するのは、「ドラゴンクエスト」史上初の試みである。
新しい地図 join ミュージックの楽曲が世界中で同時に配信リリースされ、視聴・購入できるのは今作が初。また、Amazon Music以外のストリーミングにて、楽曲が配信されるのも今作が初となる。

## 収録曲
1. 星のファンファーレ (4:19)
  - 作詞・作曲:Nakajin(SEKAI NO OWARI)、編曲:冨田恵一
  - スマートフォン用ゲーム「星のドラゴンクエスト」応援ソング